# 近亲三角蛛
近亲三角蛛（学名：Hyptiotes affinis），又名扇网蛛，为蟱蛛科三角蛛属的动物。分布于日本、臺灣以及中国大陆的浙江、四川、贵州、河北等地，多见于灌木丛。该物种的模式产地在日本。